# Kostel Nejsvětější Trojice (Nový Jičín)
Kostel Nejsvětější Trojice je jednolodní kostel v Novém Jičíně. Jádro kostela je gotické s renesanční přestavbou, interiér je v barokním stylu. Kostel je památkově chráněn od 3. května 1958. Dnes slouží římskokatolické farnosti Nový Jičín jako filiální kostel.

## Historie
Kostel byl vystavěný pravděpodobně někdy v polovině 15. století v pozdně gotickém slohu a po požáru v roce 1621 byl přestaven renesančně. Během 15. a 16. století se mu dostalo přezdívky "Moravský kostelík" a ve vlastnictví jej měli Utrakvisti, kteří zde sloužili česky. Během roku 1543 byl kostelík předán z rukou Žerotínů do vlastnictví českým bratřím. Po roce 1624 získali Nový Jičín jezuité v Olomouci. V roce 1644 byl kostel znovu vysvěcen a v roce 1657 byla přestavěna věž. V roce 1899 proběhla úprava fasád a byl vybudován novogotický přístavek.

## Galerie

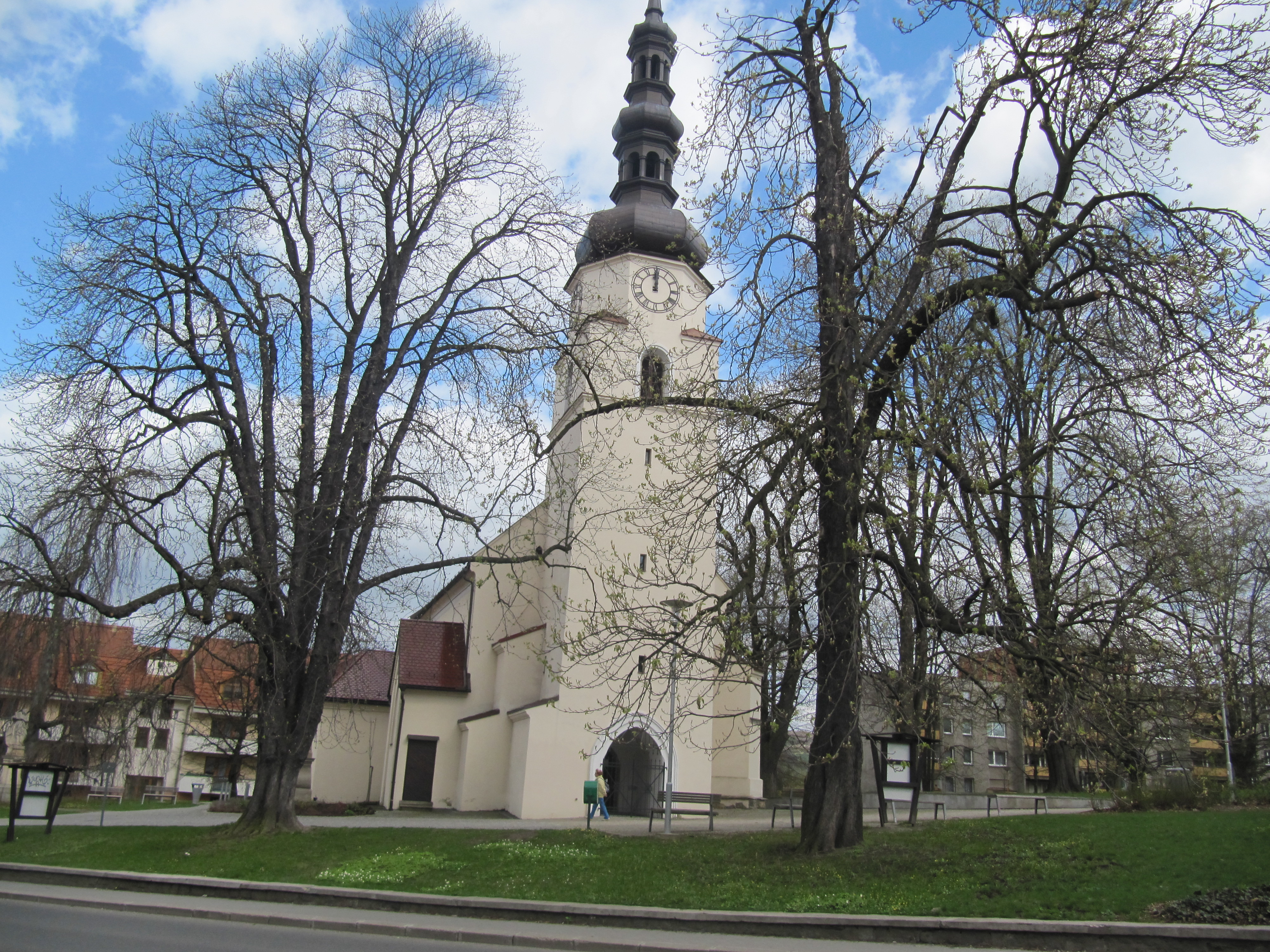
Pohled od západu
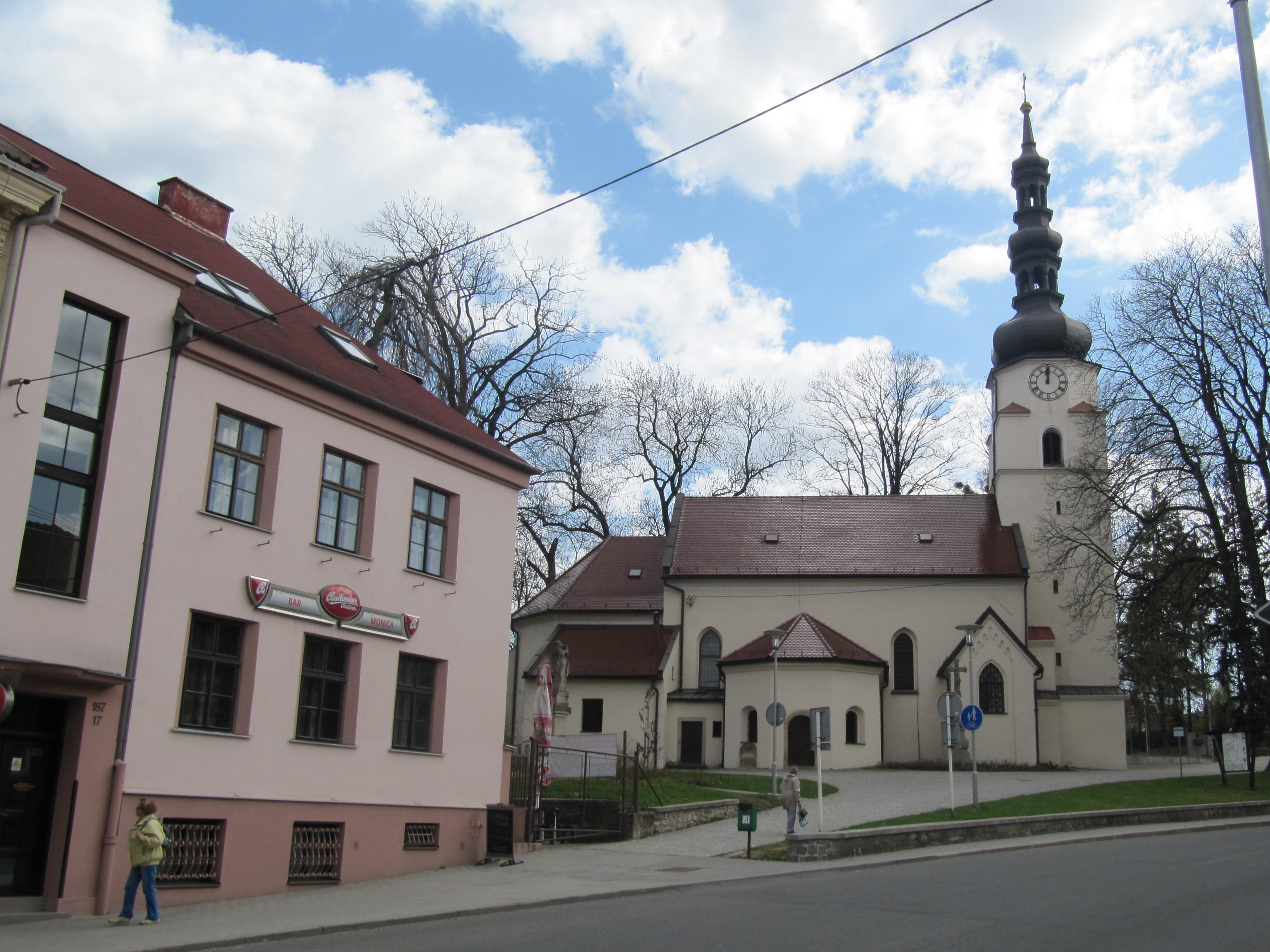
Pohled od severu
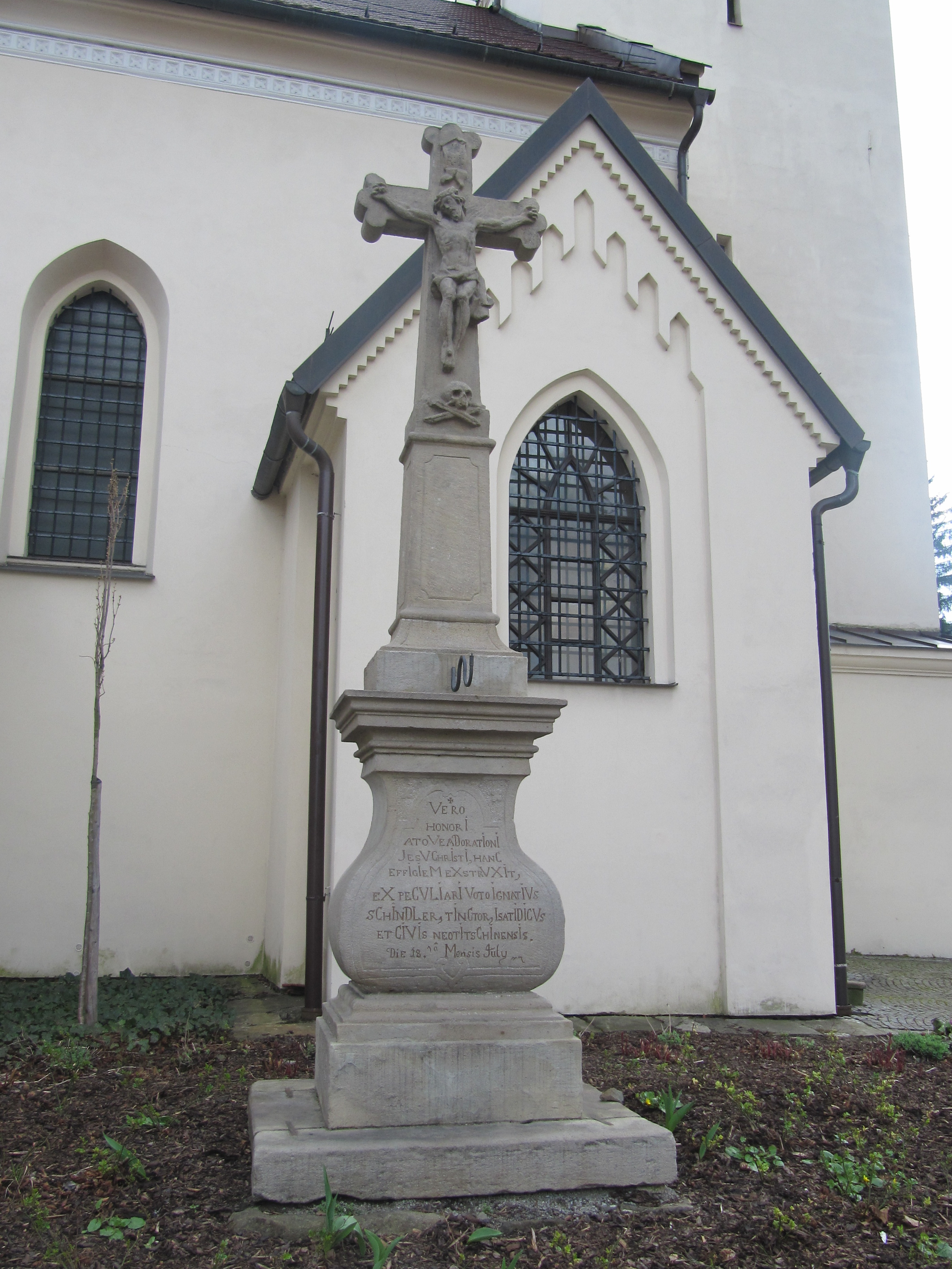
Kříž u kostela
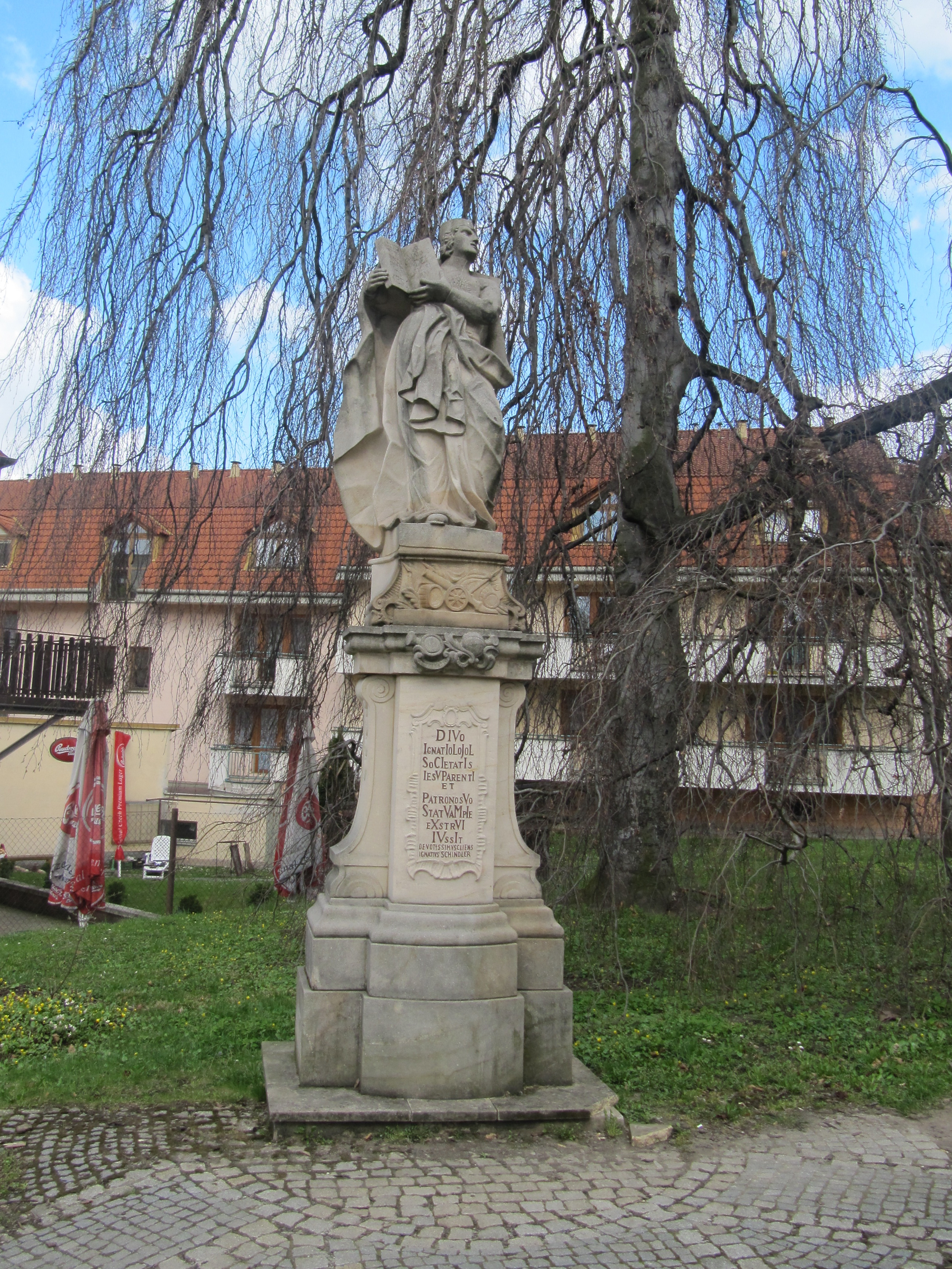
Socha sv. Ignáce z Loyoly